# Otto Voß (Dichter)
Otto Voß (* 9. Juni 1879 in Stettin; † 1. Juli 1945 in Schönhagen b. Pritzwalk, Landkreis Ostprignitz) war ein deutscher Gymnasiallehrer und Dichter.

## Leben
Voß studierte an der Friedrich-Wilhelms-Universität zu Berlin und an der Universität Greifswald. 1907 wurde er Studienrat am König-Wilhelm-Gymnasium in seiner Heimatstadt Stettin, 1925 trat er in den Ruhestand. 
Voß veröffentlichte einige Bände Gedichte. Er heiratete in vorgerücktem Alter die Stettiner Lehrerin und Schriftstellerin Lina Rosenberg (* 1880; † 1966).

## Werke
- Der Fährmann, Gedichte. Leipzig 1913.
- Gastmahl der Liebe, Gedichte. Stuttgart Berlin Leipzig 1922.
- Der Torweg, neue Gedichte. Brandenburg 1929.
- Die Zirbeldrüse, unlyrische Gedichte. Leipzig 1940.